# Wartenburg (Kemberg)
Wartenburg is een plaats en voormalige gemeente in de Duitse deelstaat Saksen-Anhalt, en maakt deel uit van de Landkreis Wittenberg. Wartenburg telt 796 inwoners.